# Nieves Quiñones
General Nieves Quiñones fue un militar mexicano con idealismo villista que participó en la Revolución mexicana. 
Nació en San Juan del Río, Durango, y era pariente de Francisco Villa. En junio de 1908 participó en el combate de Las Vacas, convocado por los magonistas. En 1910 se unió al movimiento maderista al lado de Francisco Villa; en marzo de 1911 participó en el combate de Casas Grandes, Chihuahua, en el que fue hecho prisionero y mandado fusilar por las fuerzas federales del general Samuel García Cuéllar. Sorprendentemente, se recuperó de las heridas del fusilamiento, por lo que desde entonces le apodaron "El muerto". Formó parte de la escolta villista de "Dorados". En diciembre de 1914 fue comisionado, junto con José Prieto, para aprehender y fusilar al general Martín Triana en Guadalajara, Jalisco. Murió en el combate que tuvo lugar en El Rodeo, Durango. 